# Bakterielle anaerobe Korrosion
Bakterielle anaerobe Korrosion ist eine durch Bakterien indirekt induzierte Oxidation von Metallen. Sie ist eine Form der anaeroben Biokorrosion.

Bakteriellen anaeroben Korrosion – schematische Präsentation.

Im feuchten Milieu findet unter anoxischen Bedingungen eine Korrosion von Metallen infolge Entfernens einer schützenden Schicht von elementarem, molekularem Wasserstoff durch Bakterien statt (Wasserstoffkorrosion), zum Beispiel im Boden an Eisenrohren von Wasserleitungen, an Stahlspundwänden, in Öltanks und in Senken von Dieseleinspritzanlagen.
„Unedle“ Metalle, z. B. Eisen (Fe), gehen in Kontakt mit Wasser als positiv geladene Metall-Ionen (z. B. Fe2+) in Lösung, mit den dadurch frei werdenden negativen Ladungen werden Wasserstoff-Ionen (H+) umgesetzt zu elementarem, molekularem Wasserstoff (H2):
Fe + 2 H+  →  Fe2+ + H2
Gewöhnlich legt sich der entstandene elementare Wasserstoff an das Metall als dünner Film an und schützt dieses vor weiterer Auflösung. Sind jedoch (lösliche) Sulfate und Sulfat-reduzierende Bakterien (Desulfurikanten, z. B. Desulfovibrio) vorhanden, so erfolgt eine Oxidation des Wasserstoffs zu Wasser (H2O) und Hydrogensulfid-Ionen (HS−) unter Reduktion des Sulfats:
4 H2 + SO42−  →  HS− + 3 H2O + OH−
Die Eisen-Ionen werden teils mit dem Schwefelwasserstoff als Eisen(II)sulfid ausgefällt, teils mit Wasser umgesetzt und als Eisen(II)hydroxid (Fe(OH)2) ausgefällt:
Fe2+ + HS−  →  FeS + H+

3 Fe2+ + 6 H2O  →  3 Fe(OH)2 + 6 H+
Die Schwarzfärbung durch das schwarze Eisen(II)sulfid deutet auf diese Art der Korrosion, nämlich mit bakterieller Sulfatreduktion, hin.
In der Summe ergibt sich folgende Bruttogleichung:
4 Fe + SO42− + H+ + 3 H2O  →  FeS + 3 Fe(OH)2 + OH−
Der auf diese Weise entstehende Schaden kann beträchtlich sein.